# Misheck Lungu
Misheck Lungu (né le 2 mai 1980 à Lusaka en Zambie) est un joueur de football international zambien, qui évoluait au poste de défenseur.

## Biographie

### Carrière en sélection
Avec l'équipe de Zambie, il joue 37 matchs (pour un but inscrit) entre 2001 et 2009. 
Il figure dans le groupe des sélectionnés lors des Coupes d'Afrique des nations de 2002 et de 2006.
Il joue également 16 matchs comptant pour les tours préliminaires de la coupe du monde, lors des éditions 2002, 2006 et 2010.
Il participe enfin à la Coupe du monde des moins de 20 ans 1999 organisée au Nigeria.

## Palmarès
| Kecskeméti - Championnat de Hongrie D2 (1) : - Champion : 2007-08. |  | Budapest Honvéd - Coupe de Hongrie (1) : - Vainqueur : 2008-09. |